# Abraham Baldwin
Abraham Baldwin (n. 23 noiembrie 1754, Guilford, Connecticut, SUA – d. 4 martie 1807, Washington, D.C., District of Columbia, SUA) a fost un politician american, patriot și unul din părinții fondatori ai Statelor Unite ale Americii. Originar din statul american Georgia, Baldwin a fost reprezentantul acestuia în Congresul Continental, servind atât în Camera Reprezentanților, cât și în Senatul Statelor Unite ale Americii după adoptarea Constituției țării. Abraham Baldwin a fost unul din cei 39 de semnatari ai Constituției. 

## Deces
Baldwin a decedat după ce a bolit relativ puțin în cel de-al 53-lea an al vieții sale, în 1807, în timpul mandatului său în Senatul Statelor Unite ale Americii. A fost îngropat în cimitirul Rock Creek din Washington, DC. Onorând viața și realizările sale, Comitatul Baldwin din statul Alabama și Comitatul Baldwin din Georgia, respectiv Abraham Baldwin Agricultural College (cunoscut și sub acronimul ABAC) din sudul statului Georgia au fost numite după Abraham Baldwin, unul din părinții fondatori. 